# Katrina Gorry
Katrina-Lee Gorry, née le 13 août 1992 à Brisbane, est une footballeuse internationale australienne qui joue comme milieu de terrain pour West Ham FC et pour l'équipe nationale féminine d'Australie. Elle est la joueuse de l'année 2014 de l'AFC.

## Biographie

### Carrière en club
Katrina Gorry joue au football en junior pour Mount Gravatt (en).

#### Brisbane Roar (2012-2020)
Katrina Gorry rejoint le Brisbane Roar pour la saison 2012-13 de W-League. En octobre 2017, Katrina Gorry devient la première joueuse de l'équipe à signer un contrat pluriannuel en s'engageant deux ans avec le club.

#### FC Kansas City (2014)
En mars 2014, la joueuse annonce rejoindre le FC Kansas City en NWSL. Elle fait 10 apparitions pour l'équipe qui remporte le championnat NWSL 2014.

#### Vegalta Sendai (2017)
En 2017, Katrina Gorry passe une saison avec le Vegalta Sendai au Japon.

#### Royals de l'Utah (2018)
Le 14 février 2018, elle rejoint les Royals de l'Utah, marquant son retour en NWSL. Elle fait seize apparitions avec le club en 2018.
En fin de saison, le club décline son option de contrat, provoquant son départ de l'équipe.

#### Avaldsnes (2020)
Le 29 janvier 2020, Katrina Gorry signe avec Avaldsnes en Toppserien pour la saison 2020. La joueuse australienne dispute son premier match pour l'équipe le 18 juillet 2020 contre Arna-Bjørnar. Sa première apparition pour l'équipe lui vaut une place dans l'équipe Toppserien de la semaine.

##### Retour au Brisbane Roar
En décembre 2020, Brisbane Roar annonce que Katrina Gorry reviendrait au club pour la saison 2020-2021 de W-League. En 2024, West Ham annonce la signature de la milieu de terrain australienne Katrina Gorry.

### Carrière internationale
Katrina Gorry fait ses débuts pour l'Australie le 11 juillet 2012 en tant que remplaçante contre le Japon. La joueuse remporte les titres de joueuse de l'année de l'AFC et de joueuse de l'année de la FFA en 2014.
En mai 2015, Katrina Gorry est nommée sur la liste des 23 joueuses australiennes pour la Coupe du monde féminine de 2015. Elle apparait dans quatre des cinq matches de l'Australie. Les Matildas terminent deuxièmes de leur groupe et se qualifient pour la phase à élimination directe. Elles battent le Brésil en huitièmes de finale mais perdent contre le Japon en quart de finale.
Katrina Gorry participe à ses premiers Jeux olympiques en 2016. Elle joue lors des quatre matches de l'Australie à Rio en 2016. L'équipe perd en quart de finale face au Brésil à l'issue de la séance de tirs au but.
La joueuse fait partie de l'équipe qui remporte le Tournoi des Nations en 2017 et bat les États-Unis pour la première fois.
Lors de la Coupe d'Asie féminine de 2018, Matilda Gorry dispute quatre matches. L'Australie perd contre le Japon 1-0 en finale mais se qualifie pour la Coupe du Monde Féminine de 2019.

### Vie personnelle
Elle est en couple avec la joueuse suédoise Clara Markstedt (en). Le couple a deux enfants : Harper née en 2021 et Koby en 2024.

## Statistiques

### Buts internationaux
| N° | Date             | Lieu                                               | Adversaire     | Score | Résultat | Compétition                                 |
| -- | ---------------- | -------------------------------------------------- | -------------- | ----- | -------- | ------------------------------------------- |
| 1  | 29 juin 2013     | TATA Steel Stadion (en) à Velsen aux Pays-Bas      | Pays-Bas       | 1–1   | 1–3      | Match amical                                |
| 2  | 6 juillet 2013   | Stade Jean-Bouin à Angers en France                | France         | 2–0   | 2–0      | Match amical                                |
| 3  | 24 novembre 2013 | WIN Stadium à Wollongong en Australie              | Chine          | 1–0   | 2–0      | Match amical                                |
| 4  | 5 mars 2014      | Stade GSZ à Larnaca à Chypre                       | Pays-Bas       | 1–2   | 2–2      | Tournoi de Chypre 2014                      |
| 5  | 12 mars 2014     | Stade de Paralímni (en) à Paralímni à Chypre       | Italie         | 4–0   | 5–2      | Tournoi de Chypre 2014                      |
| 6  | 16 mai 2014      | Stade Thống Nhất à Hô Chi Minh-Ville au Viêt Nam   | Jordanie       | 3–0   | 3–1      | Coupe d'Asie féminine de football 2014      |
| 7  | 18 mai 2014      | Stade Thống Nhất à Hô Chi Minh-Ville au Viêt Nam   | Viêt Nam       | 2–0   | 2–0      | Coupe d'Asie féminine de football 2014      |
| 8  | 22 mai 2014      | Stade Thống Nhất à Hô Chi Minh-Ville au Viêt Nam   | Corée du Sud   | 1–0   | 2–1      | Coupe d'Asie féminine de football 2014      |
| 9  | 11 mars 2015     | Stade de Paralímni (en) à Paralímni à Chypre       | Tchéquie       | 1–1   | 6–2      | Tournoi de Chypre 2015 (en)                 |
| 10 | 7 avril 2015     | Stade Villach Lind à Villach en Autriche           | Autriche       | 1–2   | 1–2      | Match amical                                |
| 11 | 21 mai 2015      | Jubilee Oval à Sydney en Australie                 | Viêt Nam       | 1–0   | 11–0     | Match amical                                |
| 12 | 29 février 2016  | Kincho Stadium à Osaka au Japon                    | Japon          | 3–1   | 3–1      | Tournoi pré-olympique féminin de l'AFC 2016 |
| 13 | 7 mars 2016      | Stade de football de Nagai à Osaka au Japon        | Corée du Nord  | 2–1   | 2–1      | Tournoi pré-olympique féminin de l'AFC 2016 |
| 14 | 4 août 2017      | Dignity Health Sports Park à Carson aux États-Unis | Brésil         | 4–1   | 6–1      | Tournoi des Nations 2017                    |
| 15 | 7 février 2020   | Campbelltown Stadium à Sydney en Australie         | Taipei chinois | 7–0   | 7–0      | Tournoi pré-olympique féminin de l'AFC 2020 |

## Palmarès

### En sélection
- Tournoi pré-olympique féminin de l'AFC: 2016
- Tournoi des Nations: 2017

### En club
- Brisbane Roar
  - W-League Premiership: 2012-13, 2017-18
- FC Kansas City
  - NWSL Championship: 2014[18]

### Individuel
- Joueuse de l'année de l'AFC: 2014
- Joueuse de l'année de la FFA: 2014